# 30308 Ienli
30308 Ienli è un asteroide della fascia principale. Scoperto nel 2000, presenta un'orbita caratterizzata da un semiasse maggiore pari a 2,2900946 UA e da un'eccentricità di 0,1395836, inclinata di 5,26719° rispetto all'eclittica.